# 佐々木義国
佐々木 義国（ささき よしくに）は、戦国時代の人物。稲富祐直の祖父・祐秀に砲術を伝えたとされる。

## 解説
丹後国弓木城主の稲富直時（祐秀）に招かれて砲術を教え、天文23年（1554年）に印可を与えたという。直時は孫の直家（祐直）に砲術を伝え、直家の流派は稲富流と呼ばれた。
稲富流の伝書の奥書には、義国は明国に渡って砲術を習得したとあるが、これについては疑わしいとされている。

## 子孫とその流派
義国の子孫が起こしたという砲術流派に佐々木流がある。佐々木流では、義国は近江国の人とされ、種子島で砲術を学んだ甲州武田信玄の家臣・井上新右衛門から砲術を伝えられたとしている。義国から数代後の佐々木武右衛門成季（1668–1746年）は、元禄年間に仕えていた作州森家が断絶したのに伴い廻国修行を行い、稲富流を含む八流の皆伝を得て佐々木流を起こした。成季は元禄17年（1704年）に紀州藩に仕え、佐々木流はその子孫へと相伝された。
この他、義国の子孫・佐々木主水が起こした公儀御流儀（公儀流）という流派があり、肥後国に伝えられている。